# Yassine Meriah
Yassine Meriah (Aryanah, 2 de julio de 1993) es un futbolista tunecino que juega en la demarcación de defensa para el Espérance de Tunis del Championnat de Ligue Profesionelle 1.

## Selección nacional
Hizo su debut con la selección de fútbol de Túnez el 9 de octubre de 2015 en un encuentro amistoso contra Gabón que finalizó con un resultado de empate a tres tras los goles de Taha Yassine Khenissi, Wahbi Khazri y de Fabien Camus para Túnez, y de Pierre-Emerick Aubameyang, Guélor Kanga y de  Mario Lemina para Gabón. Además disputó tres partidos del Campeonato Africano de Naciones de 2016.
Fue el defensa central titular de Túnez en los tres partidos que disputaron en la Copa Mundial de Fútbol de 2018.

### Goles internacionales
| # | Fecha                   | Estadio                                           | Oponente                        | Gol | Resultado | Competición                                             |
| - | ----------------------- | ------------------------------------------------- | ------------------------------- | --- | --------- | ------------------------------------------------------- |
| 1 | 1 de septiembre de 2017 | Estadio Olímpico de Radès, Radès, Túnez           | República Democrática del Congo | 1–0 | 2-1       | Clasificación para la Copa Mundial de Fútbol de 2018    |
| 2 | 13 de octubre de 2018   | Estadio Olímpico de Radès, Radès, Túnez           | Níger                           | 1–0 | 1-0       | Clasificación para la Copa Africana de Naciones de 2019 |
| 3 | 22 de marzo de 2019     | Estadio Olímpico de Radès, Radès, Túnez           | Suazilandia                     | 4–0 | 4-0       | Clasificación para la Copa Africana de Naciones de 2019 |
| 4 | 17 de noviembre de 2023 | Estadio Olímpico de Radès, Radès, Túnez           | Santo Tomé y Príncipe           | 1–0 | 4-0       | Clasificación para la Copa Mundial de Fútbol de 2026    |
| 5 | 15 de octubre de 2024   | Estadio Houphouët-Boigny, Abiyán, Costa de Marfil | Comoras                         | 1–1 | 1-1       | Clasificación para la Copa Africana de Naciones de 2025 |

## Clubes
| Club                     | País                   | Año       | Partidos | Goles |
| ------------------------ | ---------------------- | --------- | -------- | ----- |
| ES Métlaoui              | Túnez                  | 2013-2015 | 27       | 0     |
| CS Sfaxien               | Túnez                  | 2015-2018 | 98       | 6     |
| Olympiacos de El Pireo   | Grecia                 | 2018-2020 | 44       | 1     |
| Kasımpaşa S. K. (cedido) | Turquía                | 2020      | 15       | 0     |
| Çaykur Rizespor (cedido) | Turquía                | 2020-2021 | 28       | 1     |
| Al-Ain F. C.             | Emiratos Árabes Unidos | 2021-2022 | 11       | 1     |
| Espérance de Tunis       | Túnez                  | 2022-     | 86       | 14    |